# Ext2
ext2 er et Linux-filsystem. Et filsystem er en datastruktur, som anvendes på et baggrundslager. Ext2 er videreudvikling af ext.

## Specifikationer
- Maksimal størrelse af filsystemet: 4 TB
- Maksimal størrelse af en fil: 2 TB
- Maksimal længde af et filnavn 255 tegn (inkl. sti)

Alle metadata, der er relevante for UNIX-lignende systemer kan gemmes i dette filsystem. Der er desuden gjort plads til udvidelser i filsystemet, og det er brugt i efterfølgeren ext3. Der findes programmer, der kan ændre størrelsen på et ext2-filsystem uden tab af data. Andre programmer giver mulighed for at bruge ext2 i forbindelse med Windows og Mac OS X.

## Ext3
Denne version af filsystemet er helt kompatibel med ext2. Hvis det aktiveres som et ext2-filsystem, virker det på præcis samme måde. Det nye er, at der er en metadata-journal, der gør det muligt hurtigt at genskabe et brugbart filsystem efter et strømsvigt eller andre fejl. Data vil muligvis gå tabt, men filsystemets struktur vil være intakt.